# محمد حسن ميرزا
حضرت أقدس محمد حسن ميرزا القاجاري (بالفارسية: حضرت اقدس محمد حسن میرزا قاجار) (20 نوفمبر 1899 – 7 يناير 1943) الملقب «حضرت أقدس» هو ولي عهد الدولة القاجارية في عهد أخيه أحمد شاه. شهد نهاية الشاهانية القاجارية وأعلن نفسه الوريث الشرعي للعرش الإيراني حتى وفاته في 7 يناير 1943 وقد دفن في العتبة الحسينية المقدسة في كربلاء في العراق.